# DS 4
DS 4 – samochód osobowy klasy kompaktowej produkowany pod francuską marką DS w latach 2015–2018 i ponownie od roku 2021. Od 2021 roku produkowana jest druga generacja modelu.

## Pierwsza generacja

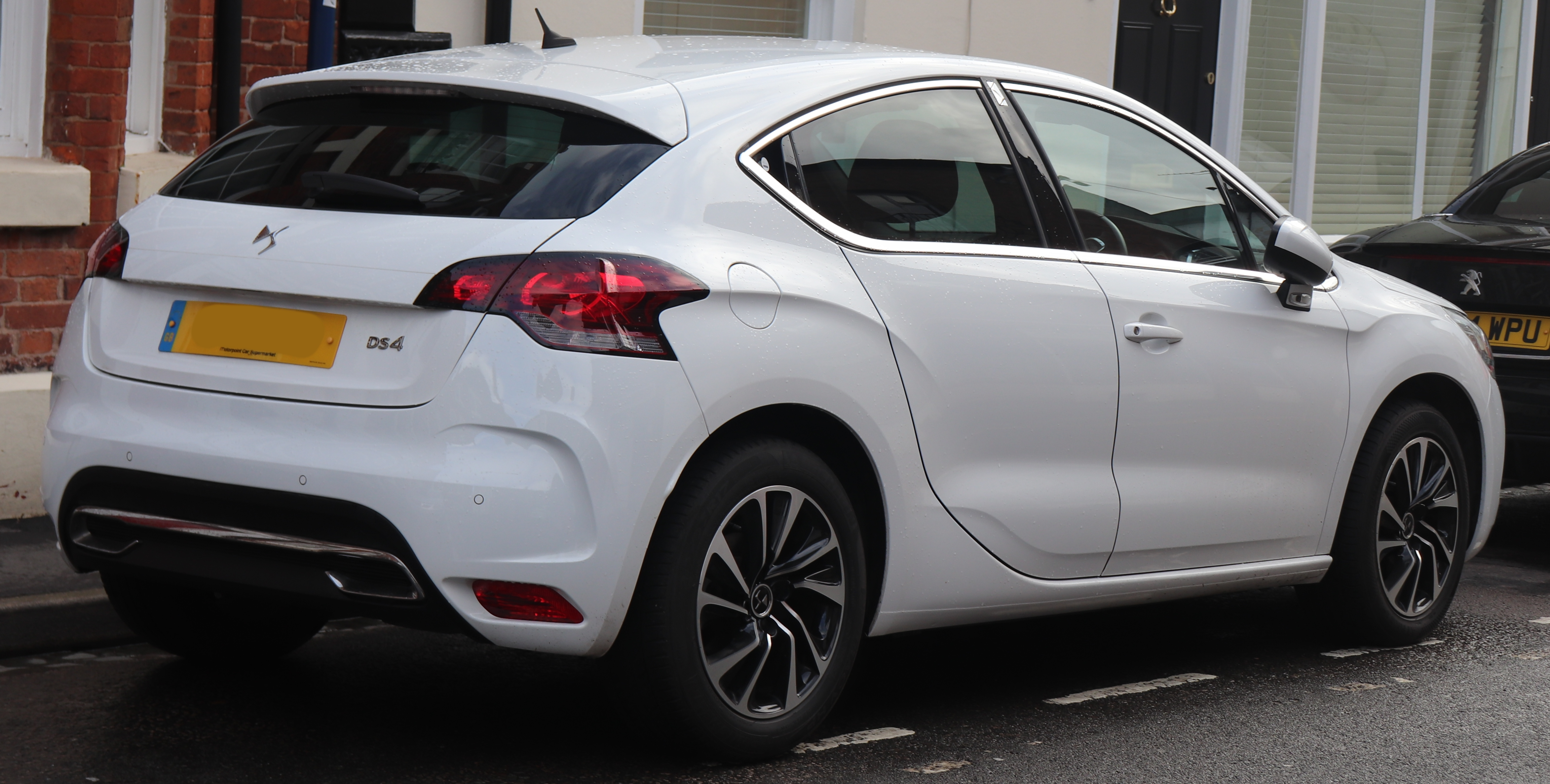
DS 4 I - tył

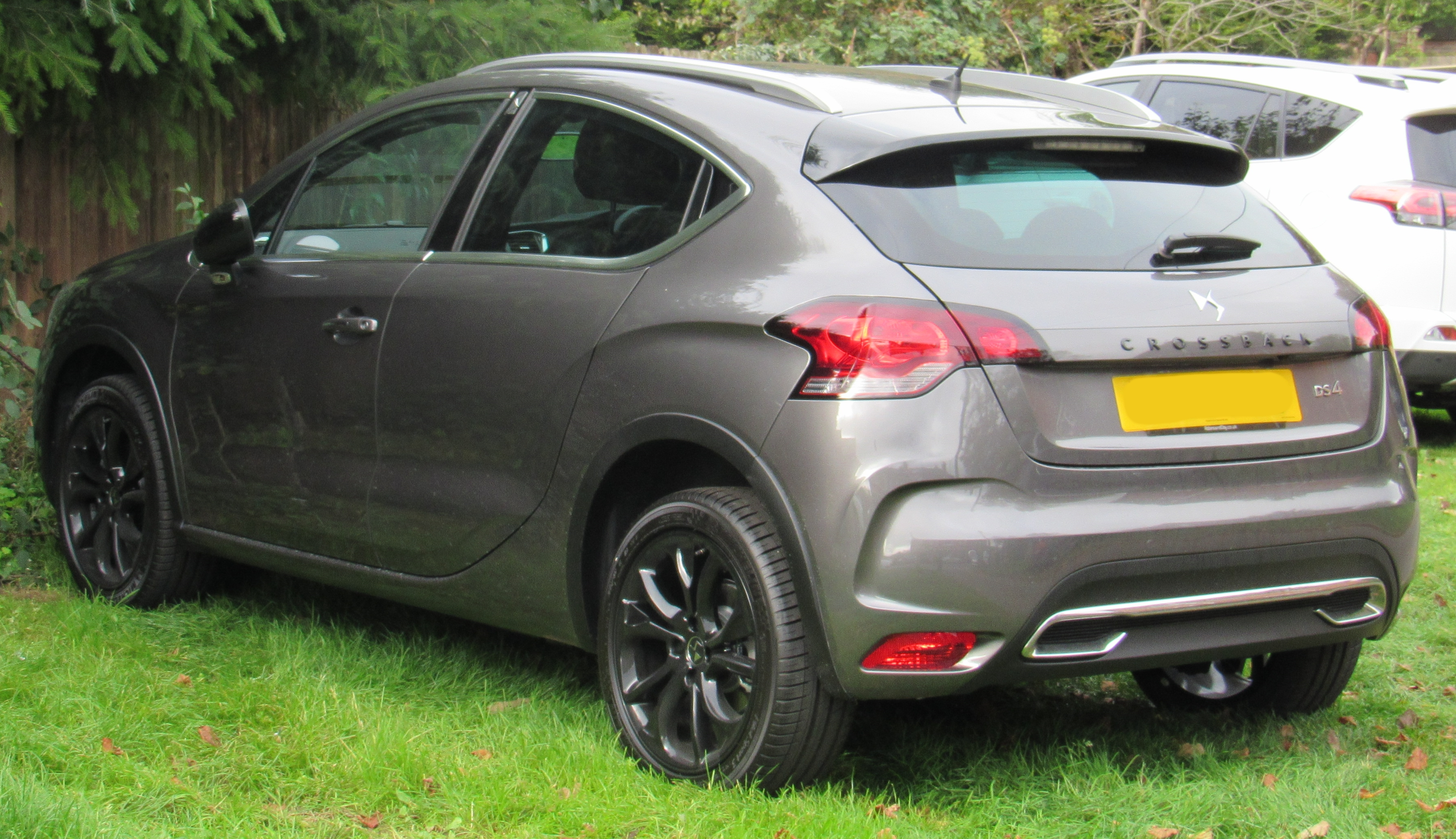
DS 4 Crossback

Pierwszy model w gamie marki DS Automobiles na rynek europejski jest zmodernizowaną wersją produkowanej od 2011 roku konstrukcji Citroëna, która początkowo funkcjonowała jako element prestiżowej gamy DS w obrębie marki. Citroën DS4 powstał jako głęboko zmodernizowana wersja Citroëna C4 różniąca się od niego wyższym prześwitem, inną stylizacją nadwozia i bardziej krągłym kształtem nadwozia. Samochód mimo charakteru prestiżowego hatchbacka nie celował w niemiecką konkurencję, a raczej pozostawał oryginalną, ciężką do scharakteryzowania propozycją na rynku.
Przy okazji modernizacji  modelu w 2015 roku, dzięki której pojazd zyskał cechy wyglądu charakterystyczne dla marki DS Automobiles jednocześnie odróżniające go od modeli Citroëna. DS 4 wyróżniony został przemodelowanym wyglądem pasa przedniego na czele z dużym grillem z logo marki DS, a także innymi wypełnieniem reflektorów i tylnych świateł. Przy okazji debiutu DS 4 zaprezentowano także nową uterenowioną wersję DS 4 Crossback, która dzięki prześwitowi mogła konkurować na rynku z kompaktowymi crossoverami jak Mercedes-Benz GLA.

## Druga generacja

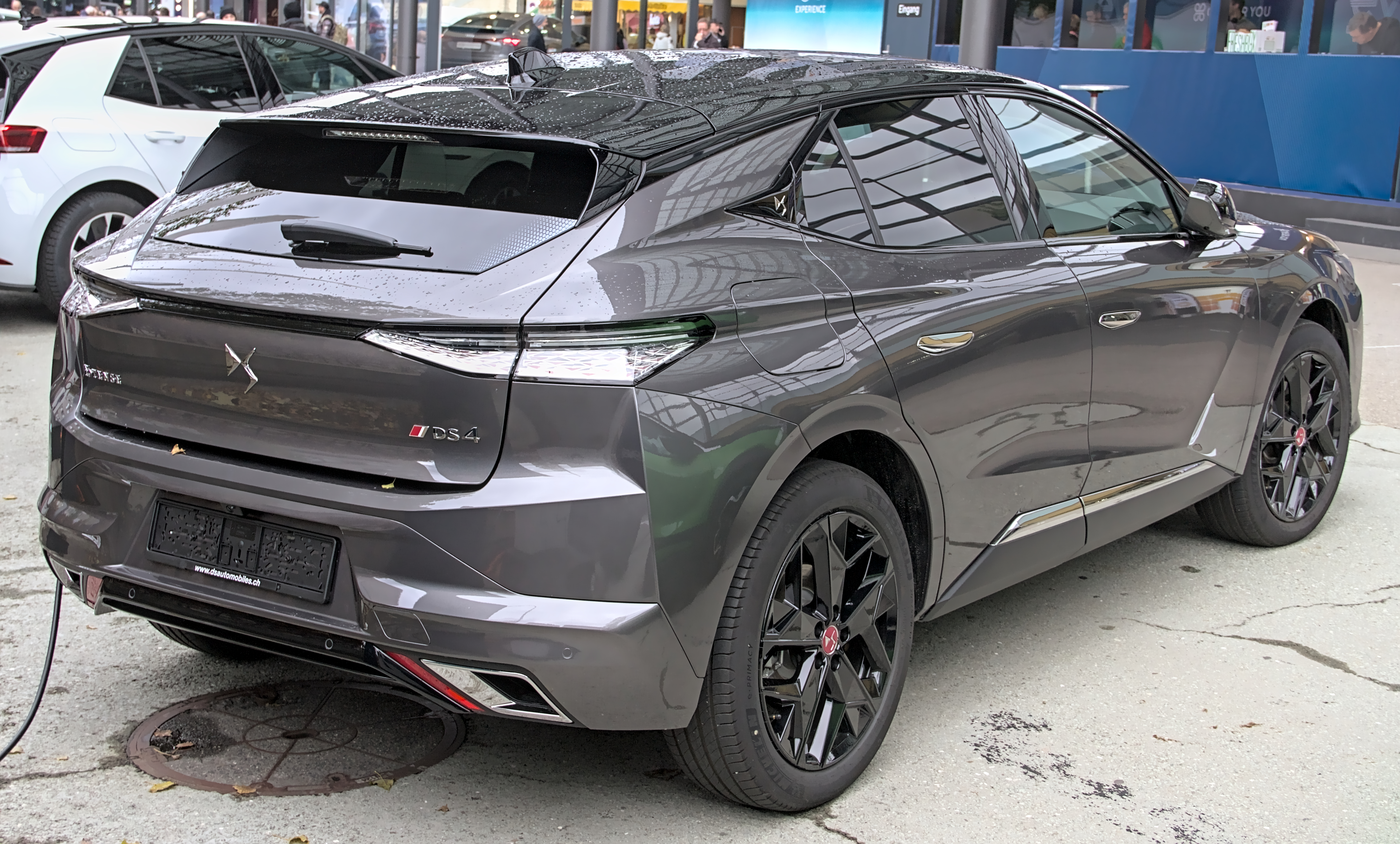
DS 4 II - tył

DS 4 II został zaprezentowany po raz pierwszy w 2021 roku. Samochód jest produkowany na jednej linii z Oplem Astrą VI w Rüsselsheim. Produkcja samochodu została przeniesiona z Francji do Niemiec. Pojazd trafił do sprzedaży w czwartym kwartale 2021 roku.